# Kozmikus köd
Az extragalaktikus háttérfény a gamma sugarak számára kozmikus ködként jelentkezik, melyen áthaladva részben elnyelődnek. Az Univerzumot betöltő csillagfény összmennyisége az úgynevezett extragalaktikus háttérfény (angolul: extragalactic background light: EBL).
A NASA Fermi gamma-sugár űrtávcső, melyet 2008-ban állítottak pályára, meghatározta a Világegyetemet betöltő csillagfény teljes mennyiségét, amely az Univerzumban valaha létezett, illetve a ma is létező valamennyi csillagtól származik. Ezzel a Fermi űrtávcső teljesítette elsődleges célját.
A csillagok látható és ultraibolya fénye még a csillagok energiáját termelő nukleáris fúzió leállását követően is tovább terjed a Világegyetemben, és egyfajta maradvány-sugárzást képez, melyet távoli forrásokból származó gamma-sugárzásokkal fel lehet térképezni.
A gamma-sugárzás az elektromágneses spektrum (lásd: elektromágneses sugárzás) legnagyobb energiájú tartományába esik. A Fermi űrtávcső 3 óránként végigpásztázza a teljes égboltot, s ennek eredményeként elkészítette a Világegyetem eddigi legrészletesebb térképét ebben a tartományban.

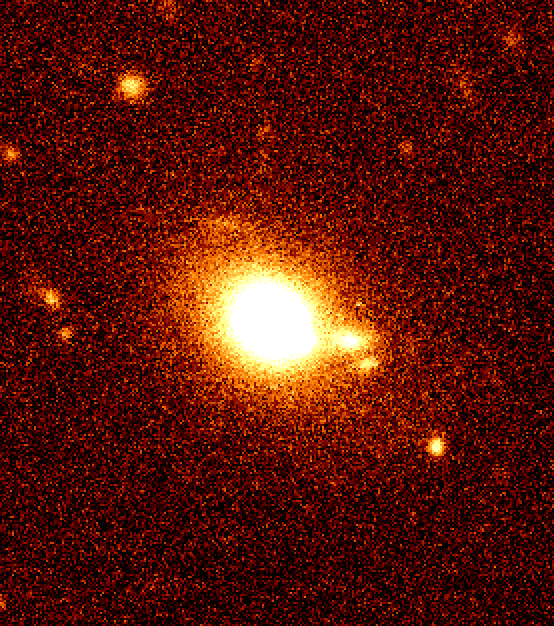
H032g12 jelű blazár

Ajello és munkatársai 150 erős gammasugár-forrásból, blazárból (ez az aktív galaxismagok egyik fajtája) érkező 3 GeV-nál nagyobb energiájú gamma sugárzásokat vizsgált (ez közel milliárdszorosa a látható fényben terjedő fotonok energiájának).

## Mérés elve
A távolabbi blazárokból kiinduló jetekben képződő gamma-sugárzás több milliárd fényévet utazik, amíg eljut a Föld légkörébe. Eközben át kell hatolnia a Világegyetem valaha is keletkezett csillagok látható- és ultraibolya fénye alkotta egyre sűrűsödő kozmikus ködön.
A gamma-sugárzás fotonjai időnként ütköznek  ködöt alkotó csillagfény fotonjaival, ennek eredményeként szétszóródnak és elektron-pozitron párt keltenek. A gamma-sugárzás intenzitása fokozatosan gyengül, ahhoz hasonlóan, ahogy a földi légkörben keletkező köd is gyengíti a világítótorony fénycsóvájának fényességét.
A közeli blazárok vizsgálatából meghatározható a gamma-sugárzás energia szerinti eloszlása. Összehasonlítva ezt távolabbi blazárok sugárzásával megállapítható, hogy azokból kevesebb nagyenergiájú gammafoton érkezik.
Ez a sugárzás gyengülés a kozmikus ködön való áthaladás közbeni kölcsönhatásokban szétsugárzó fotonok elvesztésének tulajdonítható. A kutatók meghatározták a nagyenergájú fotonok áramának átlagos gyengülését három távolságtartományban 11,2 milliárd fényévvel ezelőttől napjainkig. A mérésekből meg tudták becsülni a mérések közti kozmikus ködrétegek vastagságát, abból pedig az átlagos csillagsűrűséget, amely közel 1,4 csillag 100 milliárd köbfényévenként.
Ez azt jelenti, hogy a Világegyetemben a csillagok egymástól mért átlagos távolsága 4500 fényév körül van.
A kozmikus köd mérése segítségével lehetőség nyílik az első csillagok keletkezési körülményeinek behatárolására.